# Brouwerij De Glazen Toren
Brouwerij De Glazen Toren is een Belgische brouwerij gevestigd in Mere, een deelgemeente van Erpe-Mere nabij Aalst, en met een tweede plant in Aalst-Erembodegem
Leraar en bierenthousiast Jef Van den Steen leerde zielsgenoot en jurist Dirk De Pauw eind jaren 1980 kennen via de gemeentepolitiek in Erpe-Mere. Zij begonnen bij wijze van hobby zelf te brouwen, maar omdat de brouwsels niet de verhoopte resultaten opleverden, besloten zij aan de Gentse hogeschool CTL (vandaag Hogeschool Gent) een driejarige opleiding tot brouwer te volgen. Hierna werd de kwaliteit van hun bier beter. Het succes van deze hobbybrouwsels zette beiden aan het denken om een meer professionele brouwerij op te zetten, zonder evenwel hun hoofdberoep op te geven. Uiteindelijk werd in 2002 de vennootschap De Glazen Toren opgericht. In 2004 werd de noodzakelijke accijnsvergunning bekomen en werd met het echte brouwen gestart.
De brouwerij is officieel van start gegaan in 2004 met het eerste bier, Saison d'Erpe-Mere. De opbrengsten worden terug in de brouwerij geïnvesteerd.
De bieren werden eerst uitsluitend in flessen van 75 centiliter afgevuld. Ze dragen geen etiket, maar een wikkel.
De brouwerij kende snel exportsucces, en voert 75% van de productie uit naar de USA, Italië, Japan, de Scandinavische landen, Nederland, Ierland, het Verenigd Koninkrijk, Roemenië, Australië e.a. 
In 2019 werd een industrieel pand aangekocht in AALST ZUID III. De hal werd uitgerust met een gistingszaal en een bottellijn voor de verkoop van de bieren in specifieke 33 centiliter flesjes. In het nieuwe pand wordt in 2023 een brouwzaal van 40 hectoliter per brouwsel geïnstalleerd.

## Bieren
- Saison d'Erpe-Mere, saison, 6,5 % alcohol
- Ondineke, Oiljstersen tripel, 8,5%
- Jan de Lichte, dubbelwit tarwebier, 7%
- Canaster, winterscotch, 8,7%
- Cuvée Angélique, 8,3%,
- Lentebier, 9%
- Gilladeken, spéciale belge, 6%, ten behoeve van de restauratie van feestzaal Gillade[2]